# John Gilbert (acteur)
Pour les articles homonymes, voir John Gilbert et Gilbert.
 (août 2017).
Si vous disposez d'ouvrages ou d'articles de référence ou si vous connaissez des sites web de qualité traitant du thème abordé ici, merci de compléter l'article en donnant les références utiles à sa vérifiabilité et en les liant à la section « Notes et références ».
John Gilbert est un acteur, scénariste et réalisateur américain, né le 10 juillet 1897 à Logan (Utah) et mort le 9 janvier 1936 à Los Angeles (Californie).

## Biographie

### Origines
John Gilbert naît le 10 juillet 1897 à Logan, dans l'Utah, sous le nom d'état civil de John Cecil Pringle.

### En route pour la gloire
Installé dès l'adolescence à Hollywood, John Gilbert débute dans l'écurie de Thomas H. Ince, rival de D. W. Griffith, dans le film Le Lâche, en 1915 ; Ince, comme William Hart, le dirige fréquemment durant ces premières années. Gilbert figure ainsi dans le monumental Civilization, réponse de Ince au Intolérance de Griffith — deux flops au box-office — et dans Le Justicier, coréalisé par Clifford Smith. L'acteur est aussi le partenaire de Mary Pickford dans La Fille des monts de Sidney Franklin. À partir de 1921, il travaille pour la Fox : il joue notamment Edmond Dantès dans Monte Cristo, le héros d'Alexandre Dumas, le rôle-titre de Cameo Kirby pour John Ford, et, au côté de Lon Chaney, dans Dans la ville endormie de Maurice Tourneur, dont il devient le protégé. Gilbert écrit et dirige également plusieurs films avant d'être pris sous contrat à la MGM en 1924.

### Star de la MGM
Après la révélation de Rudolph Valentino, immigré italien et danseur mondain, suivie d'imitateurs (le mexicain Ramón Novarro, l'espagnol Antonio Moreno, l'allemand Ricardo Cortez…), Louis B. Mayer, président de la MGM, décide de lancer un symbole sexuel plus américain, plus viril en la personne de John Gilbert. À partir de 1924, Gilbert bénéficie de toute la machine publicitaire de la MGM, qui le présentait comme l'acteur moderne par excellence. Sur le tournage de La Bohème, Gilbert et le metteur en scène King Vidor tombent tous les deux amoureux de Lillian Gish. John Gilbert va jusqu'à la demander en mariage. Gilbert est alors associé dans plusieurs films à Barbara La Marr (Arabian Love, référence au Cheik de Valentino) et à Norma Shearer, future épouse du producteur Irving Thalberg, bras droit de Mayer.
Gilbert devient l'acteur favori de King Vidor, qui le dirige dans Son heure, sur un scénario de Elinor Glyn, et dans La Femme de Don Juan et Bardelys le magnifique avec Eleanor Boardman, épouse de Vidor. Plus tard, Gilbert apparaît dans son propre rôle (comme Douglas Fairbanks, Norma Talmadge et Charlie Chaplin entre autres) dans le comique Mirages (Show People) avec Marion Davies en vedette. Ses détracteurs soulignent volontiers que Gilbert semble parfois le faire valoir d'acteurs plus brillants (Chaney dans Larmes de clown de Victor Sjöström, Gish dans La Bohème) et ridiculisent sa prestation dans La Veuve joyeuse de Erich von Stroheim, avec l'extravagante Mae Murray. Cependant, Gilbert donne dans le même temps une interprétation remarquable d'un soldat pendant la Grande Guerre, dans un autre chef-d'œuvre de Vidor, La Grande Parade.

### Gilbert et Garbo
La mort inopinée de Barbara La Marr plonge Mayer dans le désarroi, mais le Suédois Mauritz Stiller, qu'il a invité à venir tourner à Hollywood, est venu avec une jeune compatriote, Greta Garbo. Gilbert et elle deviennent, sous la férule de leur tyrannique producteur, « les amants du siècle ».
Le bouillant Américain et la vamp européenne jouent dans trois classiques du cinéma muet : La Chair et le Diable et Intrigues de Clarence Brown, Love d'après Anna Karénine (projet destiné à l'origine à Lillian Gish) réalisé par Edmund Goulding. Dans les trois, Gilbert est éclipsé par sa partenaire, qui devient la plus grande étoile d'Hollywood. Il poursuit sa carrière de son côté avec, par exemple, La Morsure de Tod Browning, où il retrouve sa partenaire de La Grande Parade, la française Renée Adorée, et Le Bateau ivre de Jack Conway avec la jeune et sémillante Joan Crawford. L'histoire d'amour de Gilbert et de Garbo ne va pas jusqu'au mariage puisque la fantasque Suédoise « plante » son amant devant l'autel…

### La haine de Mayer
Le cinéma mondial est en passe de vivre une de ses plus grandes révolutions (le passage du muet au parlant) quand un violent différend oppose Louis B. Mayer à Gilbert. Ce dernier aurait même frappé son patron. La dispute aurait éclaté à propos de Garbo, le vieux producteur conseillant à Gilbert, fou d'amour, de simplement coucher avec elle.
Gilbert tourne son premier film parlant, His Glorious Night, sous la direction de Lionel Barrymore, d'après Ferenc Molnár, puis joue Roméo face à Norma Shearer dans une séquence en couleurs de Hollywood chante et danse. Mayer lance la rumeur selon laquelle la « voix de fausset » de Gilbert est incompatible avec son image virile. Plus tard, la fille de l'acteur, issue de son premier mariage, révèle que Mayer a privé son père des meilleurs rôles qui s'offraient à lui au début du parlant — par exemple dans La Patrouille de l'aube de Howard Hawks, où il est remplacé par Richard Barthelmess.

### Derniers feux et mort
La star sur le déclin apparaît encore dans Way for a Sailor de Sam Wood au côté de Wallace Beery et compose le héros du feuilleton de Gaston Leroux Chéri-Bibi. En 1933, Garbo impose son ancien amant en plein désarroi dans La Reine Christine de Rouben Mamoulian à la place de Laurence Olivier — ce dernier, rancunier, saura s'en souvenir lorsqu'il refusera d'être Frédéric Chopin dans George Sand, privant ainsi le cinéma du retour de la Divine. De l'avis général, Gilbert n'est plus que l'ombre de lui-même… la même année, Browning, qui vient de mettre en scène La Monstrueuse Parade, dirige Gilbert dans Fast Workers. Downstairs, réalisé par Monta Bell sur un scénario de Gilbert, récolte de bonnes critiques mais la popularité de l'interprète s'est envolée depuis quelques années déjà… Le capitaine déteste la mer, le dernier film avec Gilbert, est produit par la Columbia, et mis en scène par le prestigieux Lewis Milestone, avec la présence des Trois Stooges.
Gilbert, devenu l'amant de Marlene Dietrich, doit être son partenaire dans Désir de Frank Borzage. Mais, sa santé ruinée par son alcoolisme, il meurt d'une crise cardiaque au début de l'année 1936, « amer et sans illusion » d'après le critique Christian Viviani. Sa dépouille repose au cimetière de Forest Lawn Memorial Park à Glendale en Californie.

### Vie privée
John Gilbert a été marié à trois actrices :
- à Leatrice Joy (présente dans Les Dix Commandements de Cecil B. DeMille en 1923) avec qui il a une fille Leatrice Joy Gilbert Fountain, Virginia Bruce (Parade d'amour d'Ernst Lubitsch et Downstairs) avec qui il a une fille ;
- à Ina Claire, star des planches et interprète de George Cukor dans The Royal Family of Broadway, épousée en 1929 ;
- à Susan Ann Gilbert en 1933.

L'anecdote la plus célèbre le concernant a trait à la nouvelle décoration de ses appartements privés pour chacun de ses mariages.

## Postérité
Le film français The Artist (2011), avec Jean Dujardin et Berenice Bejo, s'inspire de la vie de Gilbert et de sa romance avec Greta Garbo. Dans le film, son rôle est tenu par Dujardin et celui de Garbo par Bejo. Le film et son réalisateur ont été oscarisés en 2012, ainsi que Dujardin.
Gilbert — ou le personnage qu'il a inspiré —apparaît dans un certain nombre d'autres productions.

## Filmographie

### Comme acteur
- 1915 : Un lâche (The Coward) de Thomas H. Ince et Reginald Barker
- 1915 : Matrimony de Scott Sidney : non crédité
- 1915 : Aloha Oe de Richard Stanton et Charles Swickard : non crédité
- 1916 : The Corner de Walter Edwards : non crédité
- 1916 : Bullets and Brown Eyes de Scott Sidney
- 1916 : The Last Act de Walter Edwards : non crédité
- 1916 : Le Justicier (Hell's Hinges) de Charles Swickard : un cowboy (non crédité)
- 1916 : Pour sauver sa race (The Aryan) de Reginald Barker, William S. Hart et Clifford Smith : non crédité
- 1916 : Civilisation (Civilization) de Reginald Barker, Thomas H. Ince et Raymond B. West : non crédité
- 1916 : The Phantom de Charles Giblyn : Bertie Bereton
- 1916 : The Apostle of Vengeance de William S. Hart et Clifford Smith : Willie Hudson
- 1916 : Eye of the Night de Walter Edwards (non crédité)
- 1916 : Shell 43 de Reginald Barker : l'espion anglais
- 1916 : Le Défenseur (The Sin Ye Do) de Walter Edwards : Jimmy
- 1917 : Le Sexe faible (The Weaker Sex) de Raymond B. West
- 1917 : La Fiancée de la haine (The Bride of Hate) de Walter Edwards : le fils du Dr Duprez
- 1917 : Princess of the Dark de Charles Miller : « Crip » Halloran
- 1917 : La Route de l'honneur (The Dark Road) de Charles Miller : Cedric Constable
- 1917 : Happiness de Reginald Barker : Richard Forrester
- 1917 : The Millionaire Vagrant de Victor Schertzinger : James Cricket
- 1917 : The Hater of Men de Charles Miller : Billy Williams
- 1917 : The Mother Instinct de Roy William Neill : Jean Coutierre
- 1917 : Golden Rule Kate de Reginald Barker : The Heller (surnom d'un cow-boy)
- 1917 : The Devil Dodger de Clifford Smith : Roger Ingraham
- 1917 : Up or Down? de Lynn Reynolds : Allan Corey
- 1918 : Nancy Comes Home de John Francis Dillon : Phil Ballou
- 1918 : Shackled de Reginald Barker : James Ashley
- 1918 : Un garçon parfait (More Trouble) d'Ernest C. Warde : Harvey Deering
- 1918 : One Dollar Bid d'Ernest C. Warde
- 1918 : Wedlock de Wallace Worsley : Granger Hollister
- 1918 : Doing Their Bit de Kenean Buel
- 1918 : The Mask de Thomas N. Heffron : Billy Taylor
- 1918 : Three X Gordon d'Ernest C. Warde : Archie
- 1918 : The Dawn of Understanding de Charles R. Seeling et David Smith : Ira Beasley
- 1919 : La Bruyère blanche (The White Heather) de Maurice Tourneur : Dick Beach
- 1919 : Le Champion (The Busher) de Jerome Storm : Jim Blair
- 1919 : Âme hindoue (The Man Beneath) de William Worthington : James Bassett
- 1919 : La Séductrice (A Little Brother of the Rich) de Lynn Reynolds : Carl Wilmerding
- 1919 : The Red Viper de Jacques Tyrol : Dick Grant
- 1919 : For a Woman's Honor de Park Frame : Dick Rutherford
- 1919 : Veuve par procuration (Widow by Proxy) de Walter Edwards : Jack Pennington
- 1919 : La Fille des monts (The Heart o'the Hills), de Sidney Franklin : Gray Pendleton
- 1919 : La Rose messagère (Should a Woman Tell?) de John Ince : le bandit
- 1920 : Le Cercle blanc (The White Circle) de Maurice Tourneur : Frank Cassilis
- 1920 : Un lâche (The Great Redeemer) de Clarence Brown et Maurice Tourneur : rôle indéterminé
- 1920 : Au fond de l'océan (Deep Waters) de Maurice Tourneur : Bill Lacey
- 1921 : The Servant in the House de Jack Conway : Perceval
- 1921 : La Tare (Shame) de Emmett J. Flynn : William Fielding / David Field, son fils
- 1921 : Ladies Must Live de George Loane Tucker : le jardinier
- 1922 : Héritage de haine (Gleam O'Dawn) de John Francis Dillon : Gleam O'Dawn
- 1922 : Arabian Love de Jerome Storm : Norman Stone
- 1922 : The Yellow Stain de John Francis Dillon : Donald Keith
- 1922 : Honor First de Jerome Storm : Jacques Dubois / Honoré Duboois
- 1922 : Monte Cristo d'Emmett J. Flynn : Edmond Dantès, comte de Monte Cristo
- 1922 : Calvert's Valley de John Francis Dillon : la page Emlyn
- 1922 : The Love Gambler de Joseph Franz : Dick Manners
- 1922 : A California Romance de Jerome Storm : Don Patricio Fernando
- 1923 : Dans la ville endormie (While Paris Sleeps) de Maurice Tourneur : Dennis O'Keefe
- 1923 : Truxton King de Jerome Storm : Truxton King
- 1923 : Javalie le mystérieux (Madness of Youth) de Jerome Storm : Jaca Javalie
- 1923 : La Petite Fée (St. Elmo) de Jerome Storm : St. Elmo Thornton
- 1923 : La Justice du monde (The Exiles) d'Edmund Mortimer : Henry Holcombe
- 1923 : Cameo Kirby de John Ford : Cameo Kirby
- 1923 : The Wolf Man de Edmund Mortimer : Gerald Stanley
- 1924 : Just Off Broadway d'Edmund Mortimer : Stephen Moore
- 1924 : A Man's Mate d'Edmund Mortimer : Paul
- 1924 : The Lone Chance de Howard M. Mitchell : Jack Saunders
- 1924 : Romance Ranch de Howard M. Mitchell : Carlos Brent
- 1924 : Son heure (His Hour) de King Vidor : Gritzko
- 1924 : Larmes de clown (He who gets slapped) de Victor Sjöström : Bezano
- 1924 : Un pleutre de Monta Bell : Eugene Curry
- 1924 : La Femme de Don Juan (The Wife of the Centaur) de King Vidor : Jeffrey Dwyer
- 1925 : La Veuve joyeuse (The Merry Widow) d'Erich von Stroheim : le prince Danilo Petrovich
- 1925 : La Grande Parade (The Big Parade) de King Vidor : James Apperson
- 1925 : Ben-Hur de Fred Niblo : apparition
- 1926 : La Bohème (La boheme) de King Vidor : Rodolphe
- 1926 : Bardelys le magnifique (Bardelys the Magnificent) de King Vidor : Bardelys
- 1926 : La Chair et le Diable (Flesh and the Devil) de Clarence Brown : Leo von Harden
- 1927 : La Morsure (The Show) de Tod Browning : Cock Robin
- 1927 : Le Bateau ivre (Twelve Miles Out) de Jack Conway : Jerry Fay
- 1927 : Man, Woman and Sin de Monta Bell : Albert Whitcomb
- 1927 : Anna Karénine (Love) d'Edmund Goulding : le capitaine et comte Alexei Vronsky
- 1928 : Les Cosaques de George W. Hill et Clarence Brown : Lukashka
- 1928 : La Prison du cœur (Four Walls) de William Nigh : Benny
- 1928 : Mirages (Show People) de King Vidor : caméo
- 1928 : Intrigues (A Woman of Affairs) de Clarence Brown : Neville « Nevs » Holderness
- 1929 : Les Nuits du désert (Desert Nights) de William Nigh : Hugh Rand
- 1929 : His Glorious Night de Lionel Barrymore : le capitaine Kovacs
- 1929 : Hollywood chante et danse (The Hollywood Revue of 1929) de Charles Reisner : lui-même en Roméo
- 1930 : Les Masques de Satan (The Masks of Satan) de Victor Sjöström : le baron Erwin Reiner
- 1930 : Redemption de Fred Niblo : Fedya
- 1930 : Way for a Sailor de Sam Wood : Jack
- 1931 : Wir schalten um auf Hollywood de Frank Reicher
- 1931 : Gentleman's Fate de Mervyn LeRoy : Jack Thomas
- 1931 : The Phantom of Paris de John S. Robertson : Chéri-Bibi
- 1931 : West of Broadway de Harry Beaumont : Jerry Seevers
- 1932 : Downstairs de Monta Bell : Karl Schneider
- 1933 : Fast Workers de Tod Browning : Gunner Smith
- 1933 : La Reine Christine (Queen Christina) de Rouben Mamoulian : Antonio
- 1934 : Le capitaine déteste la mer (The Captain Hates the Sea) de Lewis Milestone : Steve Bramley

### Comme scénariste
- 1920 : Le Cercle blanc (The White Circle) de Maurice Tourneur
- 1920 : Un lâche (The Great Redeemer) de Clarence Brown et Maurice Tourneur
- 1920 : Au fond de l'océan (Deep Waters) de Maurice Tourneur
- 1921 : La Fange (The Bait) de Maurice Tourneur
- 1921 : Love's Penalty de lui-même

### Comme réalisateur
- 1921 : Love's Penalty

### Dans la culture populaire
Gilbert a inspiré de nombreux personnages fictifs, notamment :
- Don Lockwood interprété par Gene Kelly dans Chantons sous la pluie (1952) ;
- George Valentin interprété par Jean Dujardin dans The Artist (2012) ;
- Jack Conrad interprété par Brad Pitt dans Babylon (2022).

Son personnage réel a également été interprété à plusieurs reprises : 
- par Adnan Taletovich dans Return to Babylon (2012) ;
- par Christopher Renstrom dans La Divina (1989) ;
- par John Fountain dans Meurtre à Hollywood (1988) ;
- par Barry Bostwick dans The Silent Lovers (téléfilm, 1980).